# François Fiedler
Pour les articles homonymes, voir Fiedler.
François Fiedler, né Ferenc Fiedler en 1921 à Košice (Tchécoslovaquie) et mort à Saint-Germain-Laval (Seine-et-Marne) en 2001, est un peintre français d'origine hongroise.

## Biographie
Né à Kassa, ville hongroise devenue Košice en passant sous souveraineté tchécoslovaque l'année précédente, il peint dès l'âge de dix ans. En 1946, à l'âge de vingt-cinq ans, après avoir achevé des études à l'Académie des beaux-arts de Budapest, il émigre à Paris. Pour survivre dans un pays dont il parle à peine la langue, il reproduit des peintures célèbres pour des musées et réalise de petites peintures figuratives.
Un jour qu'il observe un pot de peinture murale craquelée par le soleil, il a l'idée de reproduire cet effet sur une toile. C'est alors qu'il délaisse la peinture figurative et évolue vers l'abstraction. Il pratique une peinture gestuelle et en coulages.
Très rapidement, ses œuvres sont exposées dans des galeries et dans des expositions collectives comme le Salon des réalités nouvelles ou le Salon de mai. Joan Miró, impressionné lorsqu'il découvre une de ses œuvres dans une galerie, fait sa connaissance et lui présente Aimé Maeght. C'est ainsi que Fiedler devient, à l'instar de Braque, Giacometti, Ubac, Miró, Tàpies, Chagall, Tal-Coat et bien d'autres, un des artistes de la célèbre Galerie Maeght.
Maeght, qui voit en Fiedler un grand artiste, lui assure un grand nombre d'expositions. De 1959 à 1974, quatre numéros de la revue Derrière le miroir lui sont entièrement consacrés. Mais en 1981, Maeght meurt avant que Fiedler ait pu connaître la célébrité.
Outre la peinture, Fiedler réalise aussi des gravures à l'eau-forte. Il illustre des ouvrages de Jean de la Croix, Héraclite, Claude Ollier, et laisse inachevées en 1981 les 35 eaux-fortes qui devaient illustrer l'Évangile selon saint Matthieu.

## Œuvre

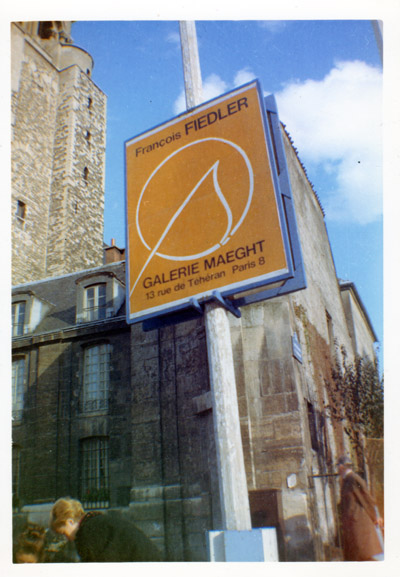
Affiche d'une exposition Fiedler à la Galerie Maeght, dans la rue devant l'église Saint-Germain-des-Prés à Paris.

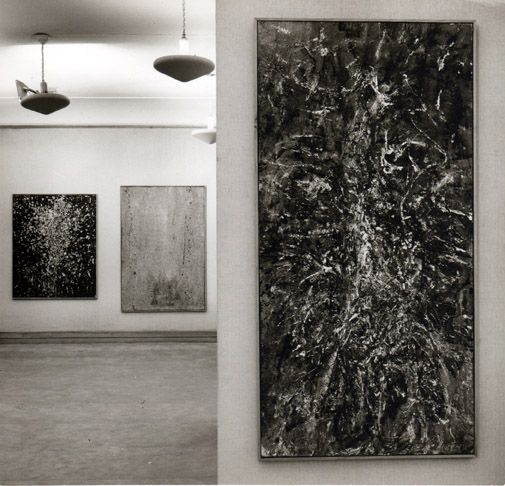
Photo d'une exposition Fiedler dans les années 1960.

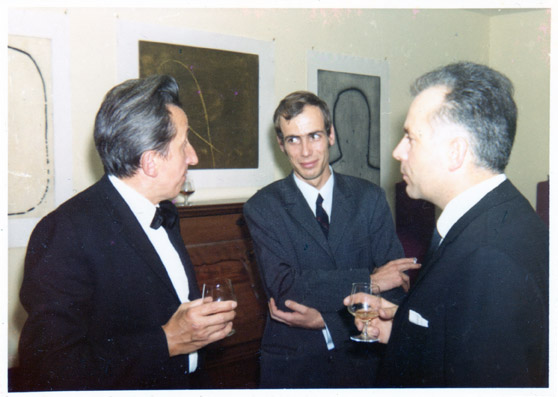
François Fiedler (à gauche) en conversation lors d'une exposition.